# Victoria boliviana
Victoria boliviana ist eine Pflanzenart aus der Gattung der Riesenseerosen (Victoria) innerhalb der Familie der Seerosengewächse (Nymphaeaceae). Sie ist die größte Art der Gattung Victoria. Diese Wasserpflanze kommt nur in Bolivien vor.

## Beschreibung

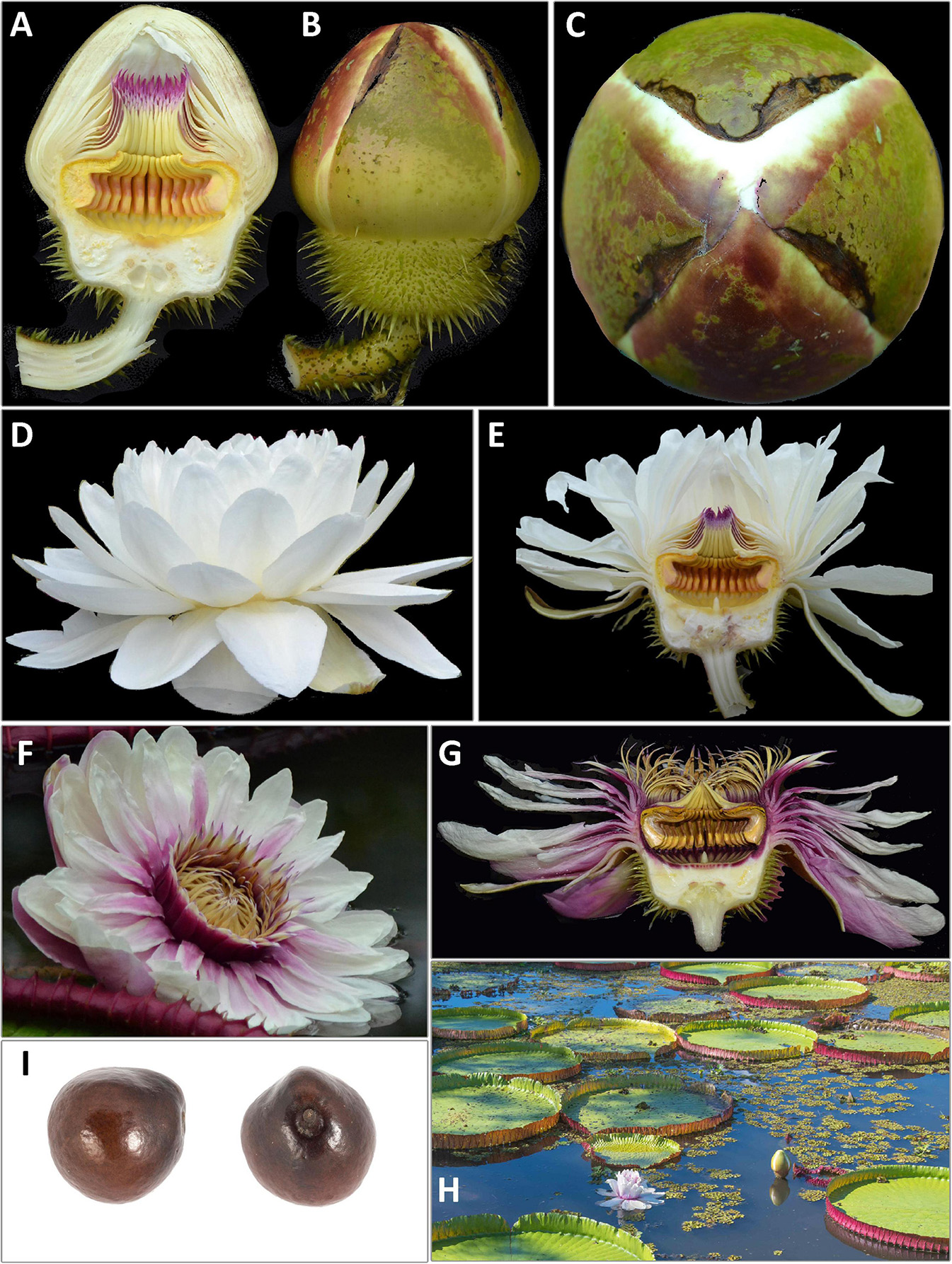
Pflanzenteile im Detail

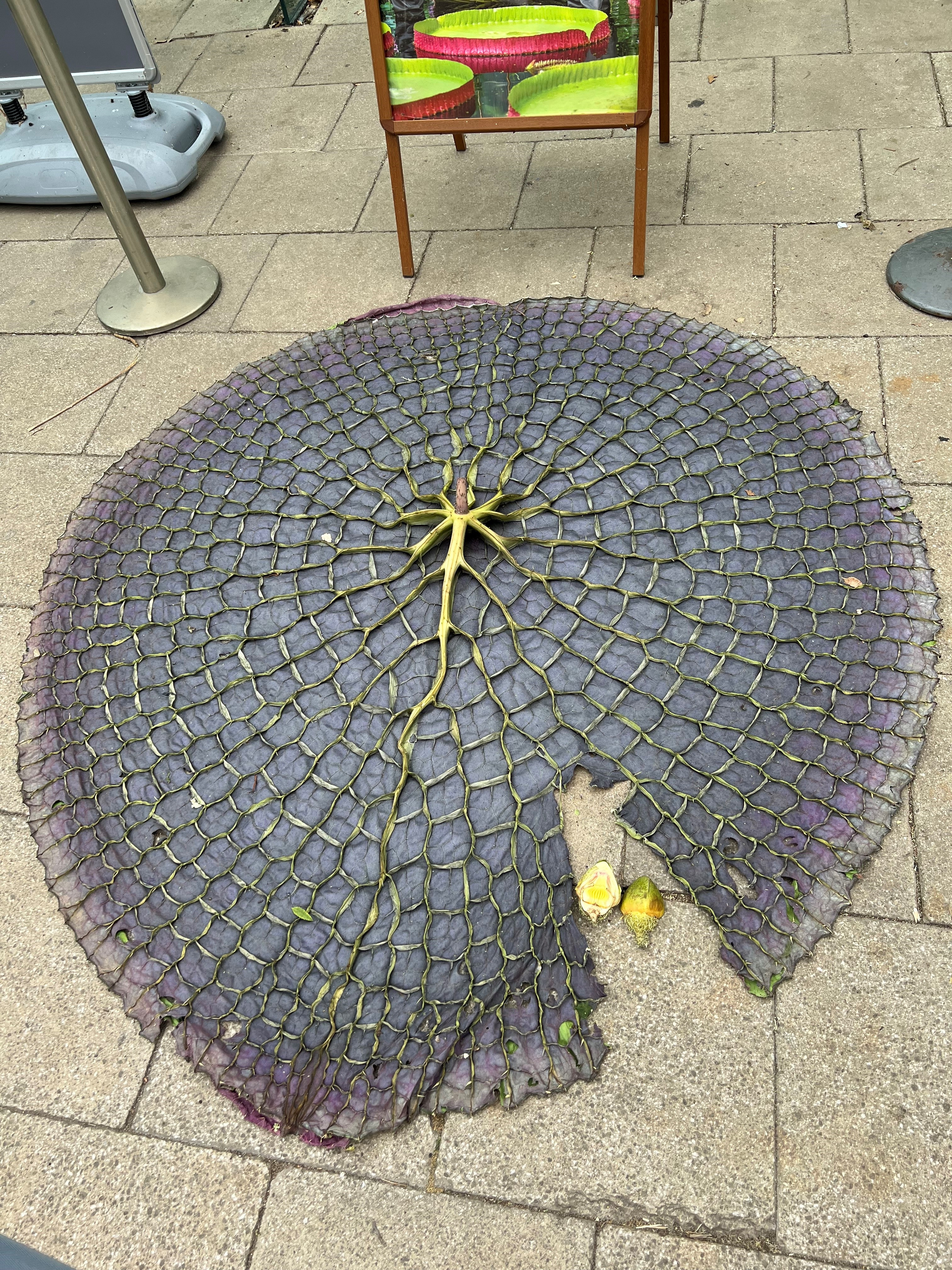
Blattspreitenunterseite

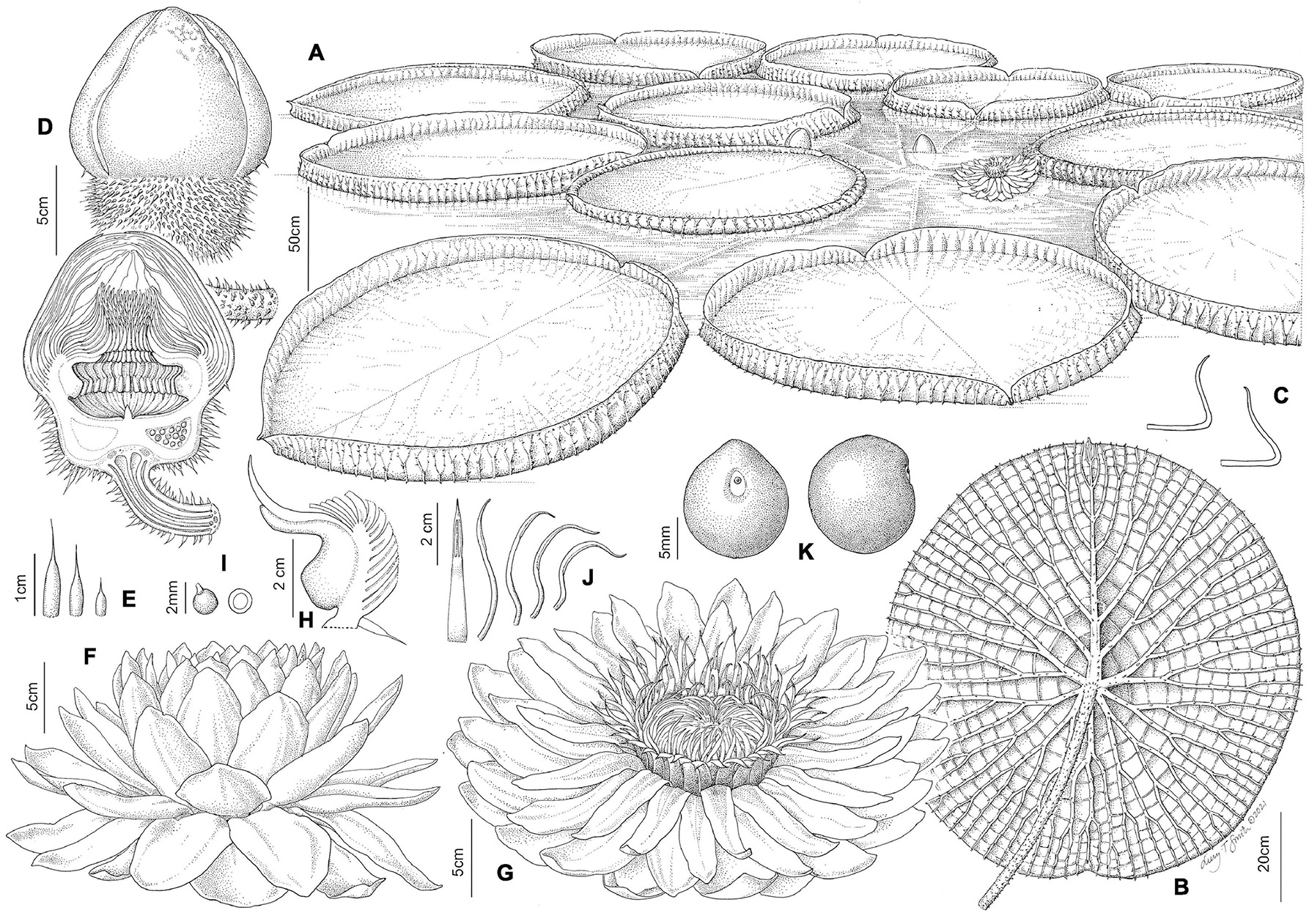
Illustration aus L. T. Smith, C. Magdalena et al.: Revised Species Delimitation in the Giant Water Lily Genus Victoria (Nymphaeaceae) Confirms a New Species and Has Implications for Its Conservation. In: Frontiers in Plant Science, 13-883151, 2022

### Vegetative Merkmale
Victoria boliviana wächst als ausdauernde krautige Pflanzen.
Die Laubblätter sind in Blattstiel und -spreite gegliedert. Die Blattspreiten schwimmen auf dem Wasser. Die Blattspreiten sind bei einem Durchmesser von über 3 Metern kreisrund.

### Generative Merkmale
Es ist ein langer Blütenstiel vorhanden. Die mit Stacheln besetzten Blüten sind weiß und färben sich später rosafarben. Die Blüten sind radiärsymmetrisch. Die Blütenhüllblätter sind in Form und Größe unterschiedlich. Es sind Staminodien und fertile Staubblätter vorhanden. Die radiärsymmetrisch strahlig angeordneten Fruchtblätter sind zu einem unterständigen Fruchtknoten verwachsen.
Die Chromosomenzahl beträgt 2n = 2x = 24.

## Systematik

### Botanische Geschichte und Entdeckung
Die Exemplare dieser Art wurden lange Zeit nicht als eigenständige Arten erkannt, obwohl sie in Sammlungen vorhanden waren. Bolivianisches Saatgut wurde 2016 an den Royal Botanic Gardens Kew gespendet. Anhand dieses Materials wurden genetische Studien durchgeführt, aus denen hervorging, dass diese dritte Victoria-Art als eigenständiges und unterscheidbares Taxon anerkannt werden sollte.
Die Taxonomie von Victoria-Arten wird durch den Verlust der Typensammlungen der beiden anderen Arten erschwert. Darüber hinaus sind die Pflanzen aufgrund ihrer enormen Größe, ihrer Stacheln und ihrer Anfälligkeit für die Zersetzung schwierig zu sammeln, bevor das Material richtig konserviert werden kann.

### Taxonomie
Die Erstbeschreibung von Victoria boliviana erfolgte 2022 durch Carlos Magdalena und Lucy T. Smith in L. T. Smith, C. Magdalena et al.: Revised Species Delimitation in the Giant Water Lily Genus Victoria (Nymphaeaceae) Confirms a New Species and Has Implications for Its Conservation. In: Frontiers in Plant Science, 13-883151. Das Artepitheton boliviana verweist auf den bolivianischen Ursprung dieser Art.

### Abgrenzung vonVictoria cruzianaundVictoria amazonica
Victoria boliviana unterscheidet sich in vielen Merkmalen von den beiden anderen Arten der Gattung. Dazu gehören größere Samen und Samenanlagen und eine mittlere oder intermediäre Blattrandhöhe. Die Chromosomenzahl ist die gleiche wie bei Victoria cruziana, unterscheidet sich aber von Victoria amazonica. Sie ist Victoria cruziana sehr ähnlich. Einige Merkmale überschneiden sich in ihrer Ausprägung bei allen Arten, aber in ihrer Gesamtheit gibt es viele relevante Unterschiede.

### Position innerhalb der GattungVictoria
Victoria boliviana ist die Schwestergruppe von Victoria cruziana. Daraus ergeben sich die folgenden Beziehungen:
|  | Victoria amazonica                                                       |
|  |                                                                          |
|  | \| \| Victoria cruziana \| \| \| \| \| \| Victoria boliviana \| \| \| \| |
|  |                                                                          |
|  | Victoria cruziana                                                        |
|  |                                                                          |
|  | Victoria boliviana                                                       |
|  |                                                                          |

|  | Victoria cruziana  |
|  |                    |
|  | Victoria boliviana |
|  |                    |

## Ökologie
Es wurde eine Bestäubung durch Käfer beobachtet.

## Vorkommen
Victoria boliviana ist in den Feuchtgebieten von Bolivien heimisch.

## Gefährdungsstatus
Es wird geschätzt, dass Victoria boliviana nach der Roten Liste der gefährdeten der IUCN zwischen die Kategorien VU = „Vulnerable“ = „gefährdet“ und EN = „Endangered“ = „stark gefährdet“ fällt. In Bolivien sind nur fünf Populationen bekannt.